# Бёньи
Бёньи́ (фр. Beugnies) — коммуна во Франции, департамент Нор, регион О-де-Франс. Входит в состав кантона Фурми, округ Авен-сюр-Эльп. На 2014 год население коммуны составляло 633 человека. Мэр коммуны — Даниель Жопек, мандат действует на протяжении 2014—2020 годов.

## Население
Согласно переписи 2012 года население Бёньи составляло 643 человека (51,0 % мужчин и 49,0 % женщин). Население коммуны по возрастному диапазону распределилось следующим образом: 19,6 % — жители младше 14 лет, 18,8 % — между 15 и 29 годами, 22,4 % — от 30 до 44 лет, 21,0 % — от 45 до 59 лет и 18,2 % — в возрасте 60 лет и старше. На 2012 год среди жителей старше 15 лет 51,4 % состояли в браке, 35,5 % — не состояли, 5,8 % — были в разводе, 7,3 % — вдовствовали.
Среди населения старше 15 лет (465 человек) 10,7 % населения не имели образования, 11,0 % — имели только начальное образование, 7,9 % — окончили только колледж, 32,6 % — получили аттестат об окончании лицея, 18,6 % — закончили полное среднее образование или среднее специальное образование, 10,2 % — закончили сокращённое высшее образование и 9,0 % — получили полное высшее образование.
Динамика численности населения:
| Население коммуны в XIX—XXI веках |
| --------------------------------- |
|                                   |

## Экономика
В 2012 году из 406 человек трудоспособного возраста (от 15 до 64 лет) 322 были экономически активными, 84 — неактивными (показатель активности 79,3 %, в 2008 году — 72,7 %). Из 322 активных трудоспособных жителей работали 281 человек (162 мужчины и 120 женщин), 41 числился безработным. Среди 84 трудоспособных неактивных граждан 24 были учениками либо студентами, 31 — пенсионерами, а ещё 29 — были неактивны в силу других причин. В 2010 году средний доход в месяц на человека составлял 1901 €, в год — 22 812 €.